# Мик, Ришар
Риша́р Мик (фр. Richard Mique; 18 сентября 1728, Нанси — 8 июня 1794, Париж) — французский архитектор, представитель неоклассицизма — стиля Людовика XVI, последний Первый архитектор короля времён Старого порядка.

## Биография
Ришар Мик принадлежал к семье строителей, вышедшей из Эльзаса и в XVII в. перебравшейся в Лотарингию. Его дед, Пьер Мик, — архитектор примаса Нанси, а отец, Симон Мик, — архитектор, занимавшийся строительными подрядами в Люневиле. Его вторая жена, Барбе Мишель (фр. Barbe Michel), и родила сына Ришара, крещённого на следующий день в приходской церкви Сент-Себастьен в Нанси.
Будущий архитектор сначала получает уроки мастерства у своего родственника инженера-фортификатора. Затем, возможно, у Жака-Франсуа Блонделя.
По возвращении в Люневиль Мик поступает на службу к Станиславу Лещинскому. Он завершает отделочные работы сооружений, начатых Эммануэлем Эре де Корни. По просьбе тестя Людовик XV предоставляет архитектору должность генерального директора зданий Лотарингии, грамоту на дворянство и крест Святого Михаила.
После смерти польского короля в работе Мика наступают трудности. Просьбы, обращённые к директору ведомства «Королевских построек», Абелю де Мариньи, брату фаворитки, из-за противодействия Ж.-А. Габриэля остались без ответа. Однако его вызывает в Версаль сама королева.
По заказу Марии Лещинской архитектор проектирует на территории бывшего поместья Монтеспан — Кланьи комплекс, состоящий из воспитательного дома для девушек, монастыря и дома призрения. Первоначальный замысел в духе идей Палладио сразу понравился заказчице, но он чересчур масштабен; после корректировки проекта архитектор приступает к строительству, используя материал разрушающегося замка фаворитки Людовика XIV. Королева не дождалась завершения здания: 24 июня 1768 года она умирает. Однако её дочь, Мария Аделаида, добивается продолжения работ и сохранения за Миком должности генерального директора зданий и садов королевы.
После воцарения Людовика XVI Мик, возможно, благодаря лотарингским корням (отец Марии-Антуанетты был герцогом Лотарингским) и рекомендациям тёток монарха, сохраняет свою должность, а в дальнейшем к нему добавится звание управляющего и главного надзирателя зданий королевы. После отставки Ж.-А. Габриэля 21 марта 1775 г. Ришар Мик — Первый архитектор короля. Его дела шли столь удачно, что он смог приобрести усадьбу в Лотарингии.
Для супруги монарха Мик переделывает интерьеры Версальского дворца, создавая небольшие уютные кабинеты. После того, как Людовик XVI подарил ей Малый Трианон, в июле 1774 года архитектор совместно с Юбером Робером на месте Ботанического сада Людовика XV приступает к созданию «пейзажного парка» на основе предложений садовника Антуана Ришара и графа Карамана, разбившего у себя в особняке на улице Сент-Доменик в Париже «китайский сад», приведший в восторг королеву. На лугу, перед восточным фасадом дворца Мик строит возможно самый известный моноптер неоклассицизма — Храм любви, под округлым куполом которого, опирающимся на каннелированные коринфские колонны, устанавливает скульптуру Эдмона Бушардона «Амур, вырезающий лук из палицы Геркулеса». Невдалеке, по образцу Деревни в Шантийи, Ришар Мик строит деревню Марии-Антуанетты (фр. Le Hameau de la Reine) — бутафорскую деревню, первоначально включавшую дом королевы, будуар, бильярдную, мельницу, голубятню, домик садовника, гумно, сыроварню, башню Мальбрука и, несколько в стороне от них, ферму. Если строения, предназначенные для королевы, лицемерны по архитектуре: за подчёркнуто сельскими фасадами находились интерьеры, достойные дворцов; то дома слуг и ферма довольно точно соответствовали образцам. Деревня создавалась как идеальное место возвращения к патриархальным нравам, в духе модных идей Ж.-Ж. Руссо. В Трианоне Мик строит камерный Театр королевы, скромную внешне постройку с роскошно отделанным залом. Первоначально декор из папье-маше был выполнен в голубых и серебряных тонах (ныне лепка позолочена); дерево раскрашено под мрамор, плафон с изображением Аполлона, Муз и Граций написал Луи Лагрене (утрачен). На этих подмостках Мария-Антуанетта играла «простых девушек».
После покупки королевой замка Сен-Клу архитектор увеличил Corps de Logis замка и смежное с ним правое крыло, обновил садовый фасад, устроил новое освещение, перепланировал и оформил личные покои монархини в духе неоклассицизма.
В парке замка Рамбуйе он строит ферму для развлечения Марии-Антуанетты, пока король охотится. Здание состоит из круглого зала, перекрытого куполом, украшенного мраморными консолями с фарфоровыми вазами для молока, и прямоугольного зала с фонтанами и барельефами.
Для Луизы-Марии, дочери Людовика XV — матери Луизы де Сент-Анж, — Мик строит капеллу в монастыре кармелиток в Сен-Дени, отталкиваясь в решении фасада от Квадратного дома в Ниме.
После начала революции Ришар Мик теряет своё звание. Он возвращается в Нанси. За три недели до падения Робеспьера и конца эпохи террора его вместе с сыном арестуют по подозрению в заговоре с целью спасти королеву. Революционным трибуналом 7 июля 1794 года оба приговорены к смертной казни, на следующий день гильотинированы на площади Разрушения трона (теперь площадь Нации) в Париже и похоронены на кладбище Пикпюс.
Пьер де Нолак, историк Версаля, в «Трианоне Марии-Антуанетты» отозвался об архитекторе как об «образованном и квалифицированном художнике, достойным большей славы». Ныне одна из улиц Версаля носит имя Ришара Мика.

## Постройки
- 1762 — первое известное произведение: павильон в парке Люневиля.
- 1763—1764 — ворота Сен-Катрин и ворота Станислава в Нанси.
- 1765 — закладывает казармы Сен-Катрин в Нанси.
- 1766—1772 — монастырь Урсулинок в Версале (ныне лицей Ош).
- с 1774 — сады (совместно с Юбером Робером) и мосты Трианона.
- 1777—1778 — Храм любви в Трианоне.
- 1778—1779 — «Большой камень» и Бельведер (росписи работы Лагрене и Лериша) в Трианоне.
- 1779 — Театр Трианона.
- 1780 — здание Управления в Версале
- 1780-е — Работы в парке и интерьерах замка Бельвю, а также создание павильона Эрмитаж для дочерей Людовика XV.
- 1782—1787 — укрепление башен собора Сен-Круа в Орлеане.
- 1783—1785 — Деревня Марии-Антуанетты.
- 1784—1785 — капелла кармелиток в Сен-Дени (ныне музей Искусства и истории).
- 1785—1787 — работы в замке Сен-Клу.
- 1785 — Будуар королевы в Малом Трианоне.

Также ему приписывают церкви в Сен-Клу и Фонтенбло, городские ворота Нанси, лесную школу в Меце.